# 後藤四郎兵衛

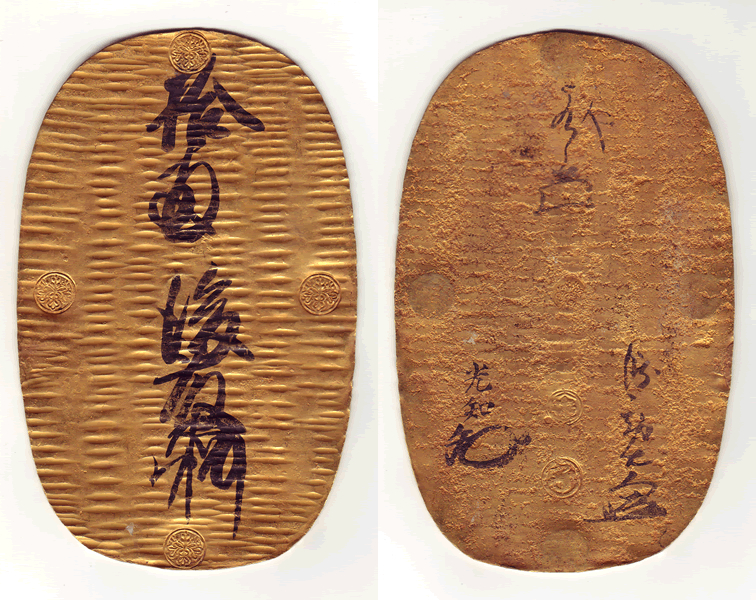
天正大判 「拾両後藤」の墨判 五代徳乗書

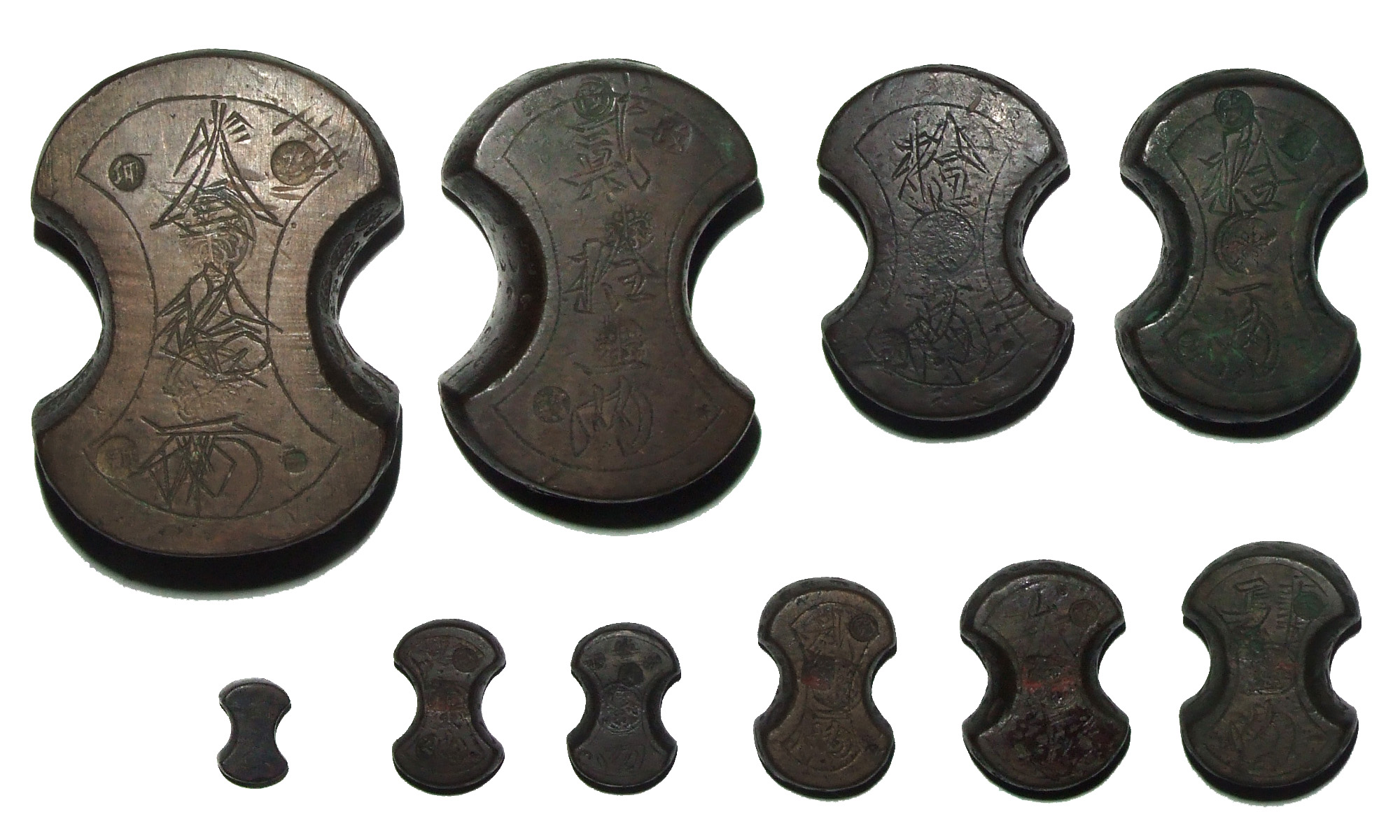
後藤四郎兵衛製作の分銅

後藤四郎兵衛家（ごとうしろべえけ）は、室町時代から江戸時代にかけて御用達の彫金を家職としてきた。
代々、後藤家の当主は後藤四郎兵衛（ごとうしろべえ）を通称とした。小判鋳造を手がけた金座の後藤庄三郎家と区別するため大判座後藤（おおばんざごとう）とも呼ばれた。

## 概要
後藤家は室町幕府の時代から御用達彫金師として仕え、織田信長、豊臣秀吉の刀剣装身具、大判鋳造の御用達も務めた。関ヶ原の戦い以降は徳川家康にも仕え、大判の鋳造と墨判および両替屋の分銅の鋳造を請負った。
江戸時代では大判座後藤家は腰物奉行の支配下であったが、大判も扱うことから勘定奉行および町奉行の支配も受けた。
小判座初代当主後藤庄三郎光次は本姓が橋本あるいは山崎で、後藤四郎兵衛家の職人として働く中、五代後藤徳乗に抜擢され後藤を名乗ることを許されたという。

## 後藤屋敷
初代後藤祐乗から七代顕乗までの後藤屋敷は京都上京柳原（京都市北区岩栖辻子）にあったが寛永2年（1625年）に八代即乗は徳川幕府により江戸詰を命じられ、本白銀町三丁目（東京都中央区）に屋敷を拝領した。明暦2年（1656年）には十代廉乗が御用達町人上座となり江戸神田永富町（千代田区神田）に屋敷を拝領した。
明暦3年（1657年）、明暦の大火により江戸の後藤屋敷は類焼し、先祖以来の記録、家系図が失われたという。明暦の大火による焼損金銀吹き直しの功労により万治3年（1660年）に扶持石高250石を与えられ、寛文2年（1662年）から江戸定詰となった。正徳5年（1715年）には本白銀町と神田の屋敷を返上し、銀座のある京橋新両替町一丁目（中央区銀座）に改めて屋敷を拝領した。

## 御用達
大判の墨判は品位を証明するもので、墨書が消えた場合は後藤役所に持参して墨判料を支払い書き改めを受けた。大判鋳造は始め京都で行われたが、元禄年間以降は江戸で行われるようになり、墨判の書き改めは京都、江戸の両方で行われた。
大坂にも後藤役所の出張所が設けられ、当初分銅の吹所は大坂大和橋東詰四丁目（大阪市中央区）に置かれていたが、文化期より分銅の鋳造は京都に移された。徳川幕府は度量衡の統一、不正防止を目的に計量器の統制を行い、枡は寛文年間に江戸の樽屋藤左衛門と京都の福井作左衛門、秤は承応年間までに江戸の守隨彦太郎と京都の神善四郎のつくるものが公定枡および秤とされ世襲制とされた。これらも枡座および秤座といった御用達町人による請負事業であった。そして分銅の製作は後藤四郎兵衛家が請負い、分銅座が形成された。分銅座の形成時期は明らかではないが、寛文5年3月（1665年）に江戸、京都、大坂に「似せ分銅」取締の触書が出されている。両替屋は使用する分銅について定期的に分銅改めすなわち検定を受けなければならず、検定された分銅の検極印料を収入とし、検極印の無い分銅は使用厳禁とされ没収の対象となった。

## 後藤四郎兵衛家
後藤四郎兵衛家は茶屋四郎次郎家および角倉了以家と共に京都の三長者と呼ばれた。御用達町人による恒例の年頭御礼も大判座後藤、金座後藤、本阿弥三郎兵衛、後藤縫殿助、茶屋四郎次郎の順で筆頭にあった。この席順はしばしば変更され家格争論を引き起こした。元禄改鋳の功労により元禄10年（1697年）から、金座後藤十一代庄三郎光包が遠島流罪となった文化7年（1810年）まで、および金座後藤十三代三右衛門光亨が御用達町人上席となった天保5年（1834年）から入牢させられた弘化元年（1844年）までの間は金座後藤が筆頭となり、大判座後藤は次席となった。これには関ヶ原の合戦において後藤徳乗は石田三成方につき、大坂の陣においても豊臣方についたことから蟄居の生活を送っていたが、徳川方についた弟の後藤長乗は後藤宗家が絶えるのを憂いて家康に赦免を取り付けたと云う背景があった。天正大判は徳乗の墨判であるが、慶長大判には長乗による墨判のものがある。
しかし十代廉乗が幕府から江戸定詰を命じられるようになると、京都在住の後藤の分家と江戸の四郎兵衛家との間に次第に対立が生じるようになった。享保12年11月（1727年）には京都の後藤家が、江戸在住の四郎兵衛家は主に上方の両替屋で用いられている分銅の事情に疎いため今後も従来通り分銅の御用は京都で行うこと、近年四郎兵衛家が独占し勝ちとなっている大判の墨判を京都方にも命じてもらう様、京都奉行所に訴えるという事態まで発展した。一方、四郎兵衛家は享保14年2月（1729年）には今後新大判の墨判の書改めは京都の後藤家では無用であると訴えるに至った。これに対し京都方では連判して大判の墨判の書改めは古来より京都、江戸の両家が共に行うところで四郎兵衛家の勝手な振る舞いは許されるものではないとして訴えたという。
以下は後藤四郎兵衛家の家系図である。
```
  初代・
後藤祐乗

        ┃
  二代・後藤宗乗
        ┃
  三代・後藤乗真
        ┣━━━━━━━━━━━━━━━━━┳━━━━━━━━━━━━━━━━━━━━━━━┓
  四代・後藤光乗                         後藤元乗　　                                後藤祐徳（菱後藤家）
        ┣━━━━━━━━━━━━━━━━━━━━━━━━━━━━━━━━━━━┓          ┃
  五代・後藤徳乗                                                        
後藤長乗
  　 後藤乗蓮
        ┣━━━━━┳━━━━━━━━━━━━━━━━━━━━━━━┓          ┣━━━━━┳━━━━━┳━━━━━┓
六代・後藤栄乗  七代・後藤顕乗                                 後藤休乗    後藤立乗 　 
後藤覚乗
   後藤乗円    後藤昌乗
        ┃          ┣━━━━━┳━━━━━┳━━━━━━━┓     ┃         ┣━━━━━┓
八代・後藤即乗 九代・後藤程乗  後藤寛乗  後藤殷乗    　　後藤仙乗  後藤慶乗   後藤益乗    後藤清乗
        ┃                      ┃                      ┃
十代・後藤廉乗               　   ┃               十一代・後藤通乗
                                ┃                      ┃
                                ┃　　　　        十二代・後藤寿乗
                                ┃                      ┣━━━━━┓
                                ┃               十三代・後藤延乗  十四代・後藤桂乗
                                ┃                                  ┃
                                ┃                            十五代・後藤真乗
                                ┣━━━━━┓                  　    ┃
                               後藤一乗　  後藤久乗           十六代・後藤芳乗
                                           ┃       　               ┃
                                       十七代・後藤典乗　   庄三郎家十四代・吉五郎光弘
```

|                | 家督                                                 | 続柄               | 室                                     | 生                        | 没                        |
| -------------- | ---------------------------------------------------- | ------------------ | -------------------------------------- | ------------------------- | ------------------------- |
| 初代後藤祐乗   |                                                      | 後藤基綱の嫡子     |                                        | 永享12年（1440年）        | 永正9年5月7日（1512年）   |
| 二代後藤宗乗   |                                                      | 祐乗の子           |                                        | 長享元年6月24日（1487年） | 天文7年7月6日（1538年）   |
| 三代後藤乗真   |                                                      | 宗乗の子           |                                        | 永正9年（1512年）         | 永禄5年3月6日（1562年）   |
| 四代後藤光乗   |                                                      | 乗眞の子           |                                        | 享禄2年（1529年）         | 元和6年3月14日（1620年）  |
| 五代後藤徳乗   |                                                      | 光乗の嫡子         | 先室は祐乗の娘、後室は本阿弥光温の娘   | 天文17年（1548年）        | 寛永8年10月13日（1631年） |
| 六代後藤栄乗   | 〜元和3年4月4日（1617年）                            | 徳乗の長男         | 元乗嫡子乗蓮の娘                       | 天正5年（1577年）         | 元和3年4月4日（1617年）   |
| 七代後藤顕乗   |                                                      | 徳乗の次男         | 先室、後室共に長乗の娘                 | 天正14年（1586年）        | 寛文3年正月22日（1663年） |
| 八代後藤即乗   | 元和3年4月4日（1742年）〜寛永8年11月13日（1631年）   | 栄乗の次男         | 乗閑の娘                               | 慶長5年（1600年）         | 寛永8年11月13日（1631年） |
| 九代後藤程乗   |                                                      | 顕乗の嫡子         | 本阿弥光利の娘                         | 慶長5年6月16日（1600年）  | 寛文13年9月17日（1673年） |
| 十代後藤廉乗   | 寛永9年（1632年）〜元禄10年7月23日（1697年）         | 即乗の四男         |                                        | 寛永5年11月2日（1628年）  | 宝永5年12月23日（1709年） |
| 十一代後藤通乗 | 元禄10年7月28日（1697年）〜享保6年12月27日（1722年） | 程乗の弟仙乗の三男 |                                        | 寛文4年6月6日（1664年）   | 享保6年12月27日（1722年） |
| 十二代後藤寿乗 | 享保7年2月27日（1722年）〜寛保2年2月（1742年）       | 通乗の嫡子         |                                        | 元禄2年（1689年）         | 寛保2年2月9日（1742年）   |
| 十三代後藤延乗 | 寛保2年5月（1742年）〜天明4年9月18日（1784年）       | 寿乗の次男         |                                        | 享保7年（1722年）         | 天明4年9月18日（1784年）  |
| 十四代後藤桂乗 | 天明4年12月6日（1784年）〜享和4年正月4日（1804年）   | 寿乗の三男         |                                        | 寛保元年（1741年）        | 享和4年正月4日（1804年）  |
| 十五代後藤真乗 | 享和4年4月（1804年）〜天保6年7月（1835年）           | 桂乗の嫡子         | 先室は茶屋東庵の娘、後室は閑乗光佐の娘 | 安永9年2月16日（1774年）  | 天保14年6月7日（1843年）  |
| 十六代後藤方乗 | 天保6年7月（1835年）〜安政3年6月22日（1856年）       | 眞乗の三男         |                                        | 文化13年8月3日（1816年）  | 安政3年6月22日（1856年）  |
| 十七代後藤典乗 | 安政5年（1858年）〜明治元年（1868年）                | 顕乗の子孫         |                                        | 天保6年（1835年）         | 明治12年6月5日（1879年）  |